# Crotalaria longiclavata
Crotalaria longiclavata är en ärtväxtart som beskrevs av Roger Marcus Polhill. Crotalaria longiclavata ingår i släktet sunnhampor, och familjen ärtväxter. Inga underarter finns listade i Catalogue of Life.